# KOSDAQ
Корейська асоціація учасників фондового ринку (кор. 코스닥, акронім від
англ. Korean Securities Dealers Automated Quotations, скор. KOSDAQ) — біржовий торговий майданчик в Південній Кореї, створений 1996 року, як південнокорейський аналог американського NASDAQ. Цей майданчик є підрозділом електронної біржової торгівлі Корейської біржі (KRX). Наразі на біржі мають лістинг близько 400 компаній переважно високотехнологічного сектора.
Зараз майданчик функціонує як Відділ ринку малого та середнього бізнесу (SME Market Division) KRX. Станом на лютий 2021 року на KOSDAQ зареєстровано 1476 компаній.